# Таволето
Таволето (итал. Tavoleto) — коммуна в Италии, располагается в регионе Марке, в провинции Пезаро-э-Урбино.
Население составляет 903 человека (2008 г.), плотность населения составляет 75 чел./км². Занимает площадь 12 км². Почтовый индекс — 61020. Телефонный код — 0722.
Покровителем коммуны почитается святой Лаврентий, празднование 10 августа.

## Демография
Динамика населения:

## Администрация коммуны
- Официальный сайт: http://www.comune.tavoleto.pu.it/